# Ангехакот
Ангехакот (вірм. Անգեղակոթ — село в Сюнікської області (Вірменія).

## Географія
Село розташоване на лівому березі річки Воротан біля Ангехакотського водосховища, в 14 км на захід від Сісіана, на відстані 3 км на північний захід від траси Єреван — Горіс. Раніше село було великим автомобільним вузлом, так як через нього проходить автомобільна дорога на Нахічеван, яка є найшвидшим способом потрапляння з Азербайджану в Нахічеванську Автономну Республіку. Але в зв'язку з вірмено-азербайджанським конфліктом і нав'язаної Азербайджаном з 1988 року блокади Вірменії на ділянці траси Ангекахот-Нахічеван до вірмено-азербайджанського кордону, яка розташована на Біченакському перевалі (2346 м) курсує транспорт лише в три села (Шагат, Барцраван і Балак), а також військовий прикордонний транспорт, який патрулює дану ділянку кордону. Кордон звичайно закритий і ніякого руху через нього немає. На північ йде траса на Єреван, найближче село — Спандарян розташоване в 7 км. На схід йде траса на Горіс, Капан, невизнану НКР і Іран, а найближче село — Шакі розташоване в 7 км. На південь розташоване Ангехакотське водосховище на річці Воротан. На заході розташована траса на Шахбуз і Нахічеван, але цивільні машини курсують лише до села Шагат, яке розташоване в 4 км. У Шагаті знаходиться розвилка до села Балак, розташоване на протилежному від Ангехакот березі водосховища, і до високогірного села Барцраван.
З метою будівництва нового газопроводу Каджаран — Сісіан -Ангехакот- Джермук — Арарат (друга частина газопроводу Іран-Вірменія) протяжністю 197,4 км компанія «ВірмРосгазпром» імпортувала у Вірменію першу партію труб діаметром 720 мм.

## Історія і культура
На надгробних плитах села Ангехакот зустрічаються зображення сцен полювання: мисливець на коні, що тримає в правій руці сокола, а в лівій- кубок. Там є зображені олень, кінь і різні птахи, які знаходяться в процесі руху.
У квітні 1699 року під керівництвом видатного політичного діяча Ісраеля Орі відбулися збори вірменських меліків (князів), яке прийняло звернення до російського двору: «Наші помисли про те, щоб усім нам бути слугами твого великого царства».
У містечку Годедзор, поблизу села було виявлено стародавнє поселення, що відноситься до епохи енеоліту, а саме, до часового проміжку першої половини V — першої половини IV тис. до н. е., на думку вчених, займало площу в 15 га. Знайдено матеріали, властиві убейдській культурі, що свідчить про тісні тривалі контакти з жителями Вірменського нагір'я і Північної Месопотамії. Цей пам'ятник, що свідчить про перебування «убейдців» — єдиний в своєму роді в регіоні Південного Кавказу, виявлений на висоті 1800 м над рівнем моря. У Годедзорі знайдено велику кількість убейдської розписаної кераміки, паралелі які зустрічаються в Південному і Північному Дворіччі. Можливо, вважають вчені, «убейдці» тут заснували маленьку купецьку факторію. Так чи інакше, знахідка археологів допоможе заповнити лакуни давніх епох і цивілізацій документальними підтвердженнями.

## Відомі уродженці
- Паруйр Віласович Карапетян — вірменський політичний і державний діяч.
- Арменак Маркосян — вірменський політичний і державний діяч.
- Оксен Аракелович Мірзоян — чемпіон Європи, світу та Олімпійських ігор з важкої атлетики.